# What3words
What3words (estilizado como what3words) é um sistema de geocodificação proprietário projetado para identificar qualquer local na superfície da Terra com uma resolução de cerca de 3 metros. É propriedade da What3words Limited, sediada em Londres, Inglaterra. O sistema codifica coordenadas geográficas em três palavras de dicionário permanentemente fixas. Por exemplo, a porta da frente do número 10 da Downing Street em Londres é identificada por ///slurs.this.shark.
O What3words difere da maioria dos sistemas de codificação de localização porque usa palavras em vez de sequências de números ou letras, e o padrão desse mapeamento não é óbvio; o algoritmo que mapeia localizações para palavras é protegido por direitos autorais.
O What3words tem sido alvo de uma série de críticas tanto pelo seu código fonte fechado como pelo risco significativo de ambiguidade e confusão nos seus endereços de três palavras. Isso levou alguns a desaconselhar o uso do What3words em aplicações críticas de segurança.
A empresa tem um site, aplicativos para iOS e Android e uma API para conversão bidirecional entre endereços What3words e coordenadas de latitude e longitude.

## Fonte de receita
O sistema e aplicativo what3words são gratuitos para qualquer pessoa usar. A empresa afirma que a sua receita vem da cobrança de empresas que se beneficiam de seus produtos.

## Design

### Listas de palavras
O What3words divide o mundo numa grelha de 57 biliões de quadrados de 3 por 3 metros, cada um com um endereço de três palavras. A empresa diz que faz o possível para remover homófonas e variações ortográficas; no entanto, pelo menos 32 pares de quase homófonos do inglês ainda permanecem.
As listas de palavras estão disponíveis em 50 idiomas, cada um dos quais usa uma lista de 25.000 palavras (exceto o inglês, que usa 40.000 para cobrir tanto o mar quanto a terra). As traduções não são diretas, pois traduções diretas para alguns idiomas podem produzir mais de três palavras. Em vez disso, os territórios são localizados “considerando as sensibilidades e nuances linguísticas”. Áreas densamente povoadas têm sequências de palavras curtas para facilitar o uso mais frequente; enquanto áreas menos povoadas, como o Atlântico Norte, usam palavras mais complexas.
Num blog de 2019, o defensor de padrões abertos e especialista em tecnologia Terence Eden questionou a neutralidade cultural do uso de palavras em vez de números gerados pelas coordenadas do mapa. "Os números são (na maioria) culturalmente neutros", disse ele, "as palavras não são. Mile.crazy.shade é um nome respeitoso para um memorial de guerra? Que tal tribes.hurt.stumpy para um templo?"

### Ambiguidade
O What3words afirma que endereços semelhantes são espaçados o mais longe possível para evitar confusão, e que códigos com sons semelhantes têm uma chance de 1 em 2,5 milhões de apontar para locais próximos uns dos outros.
No entanto, o investigador de segurança Andrew Tierney calcula que 75% dos endereços do What3words contêm palavras no plural que também existem no singular (ou o inverso). O cofundador e CEO Sheldrick respondeu que "Embora a esmagadora proporção de combinações de três palavras com sons semelhantes esteja tão distante que um erro seja óbvio, ainda haverá casos em que combinações de palavras com sons semelhantes estejam próximas". Uma análise mais aprofundada de Tierney mostra que na área de Londres, cerca de 1 em cada 24 endereços será confundido com outro endereço de Londres.
Em setembro de 2022, o Departamento de Cultura, Mídia e Desporto usou o What3words para direcionar os enlutados ao final da fila para ver o corpo da Rainha em Londres. Dos primeiros cinco códigos publicados, quatro levaram ao lugar errado, incluindo um subúrbio de Londres a cerca de 15 milhas do verdadeiro fim da fila. Mais tarde, os funcionários passaram a usar um sistema automatizado para gerar os identificadores, pois perceberam que o envolvimento de pessoas no processo resultava em erros de digitação.
Um artigo publicado em 2023 investiga o algoritmo patenteado sem usar a própria lista de palavras do What3words. Ele descobre que usar congruência linear para atribuição de endereços não faz um bom trabalho de randomização da lista de palavras. Ele também observa que o recurso AutoSuggest não retorna resultados suficientes para desambiguar um endereço. Conclui que "o W3W não deve ser adotado como infraestrutura crítica sem uma avaliação completa em relação a uma série de alternativas concorrentes".